# Julie Mayer
Julie Alexandra Mayer es un personaje ficticio de la serie Desperate Housewives interpretado por Andrea Bowen. Su personaje aparece como regular en las temporadas 1, 2, 3 y 4. Estrella invitada en la quinta. Julie se va de la serie por el paso de cinco años, y aparte de ir a la universidad Princeton. Raramente Julie vuelve a Wisteria Lane en la temporada 6.

## Opiniones
"Julie era la hija perfecta; sacaba buenas calificaciones y ayudaba en la casa..." Mary Alice Young

## Temporada 1
Julie generalmente ayuda a hacer frente a los múltiples problemas en la vida romántica de Susan. También cuida a su madre después de su divorcio. Julie está brevemente involucrada románticamente con Zach Young, pero pronto rompe con él. Zach seguía rondando a Julie, tratando desesperadamente de ganar su atención, pero sus planes se arruinan cuando Susan se negó a permitir que se sigan viendo. Después de que Zach arroja un cuadro en ira cuando Susan dice que deberían "parar por un tiempo". Julie es inteligente y obtiene buenas calificaciones en la escuela, tiene una buena voz cantando, y es muy útil con los demás niños de Wisteria Lane. Ella es una buena amiga de Danielle Van de Kamp. La idea del matrimonio de su madre y su padre no es algo bueno para ella, señalando que "no puedo pasar por otro divorcio". Para Susan, ella siempre está ahí cuando la necesita. Julie es, irónicamente, mucho más madura que cualquiera de sus padres; por los accidentes propensos de su madre o su padre engañando.

## Temporada 2
Durante la segunda temporada, Julie fue la voz de preocupación para Susan debido al nuevo matrimonio con Karl. Como un acto de dulzura hacia Mike, los invitó a los bolos, a Zach y a él para que tengan una buena relación; pero se arruina la amistad, cuando Paul Young prohíbe a Zach volver a verlos. También Susan se mete en la cama con su padre Karl, y se ve obligada a dormir en una pequeña furgoneta con Susan cuando su casa se incendió por culpa de Edie Britt. Karl compra una casa nueva, pero Susan se niega a aceptarla.

## Temporada 3
En el inicio de la tercera temporada, Julie conoce a Austin McCann, sobrino de Edie, quien le gusta aunque no quiere admitirlo. Edie pronto le dice a Julie que Austin es una mala influencia y que ella no debe relacionarse demasiado con él. Julie asegura que son sólo amigos con Austin y Edie replica: "Sí, eso es lo que dicen todos". 
Julie está involucrada en una toma de rehenes en un supermercado local tomado por Carolyn Bigsby. Ella y Susan se ven atrapadas junto con Austin. Julie y Austin forman una alianza cuando se enfrentan a una situación entre la vida y la muerte mientras presencian el momento en que Carolyn mata a Nora Huntington y luego Austin lucha contra Carolyn y otro rehén coge una pistola y dispara en la cabeza a Carolyn causando su muerte, Julie y los otros rehenes salen del supermercado y Susan está muy sorprendida de ver a Julie un momento después abrazando a Austin. Susan le prohíbe a Julie que se vea con Austin, pero ella le dijo que se olvide porque iba a seguir viéndolo de todas maneras. 
En el episodio 3.11, "No encaja, no pelea, no feudos", Julie decide sacrificar su virginidad a Austin después de una conversación con Andrew donde le hacía pensar que si no tiene relaciones sexuales con Austin, él la dejaría a ella. Poco después se reveló que Austin está engañando a Julie con Danielle, quien es la supuesta mejor amiga de Julie. Como Susan descubre que Edie dio a Julie Control de la natalidad, Edie Britt le dice que Danielle y Austin mantienen una relación clandestina lo que lleva a Susan decirlo a Julie, que en ese entonces es vista llorando en el hombro de su mamá. Posteriormente Austin sale de la ciudad con una Danielle embarazada, cosa que desconoce Julie. 
En el final de la tercera temporada, Julie da la bienvenida a Bree y Orson Hodge cuando llegan de vuelta de su luna de miel. Ella hace preguntas sobre el paradero de Danielle y por qué no ha respondido a ninguno de sus mensajes de correo electrónico o llamadas telefónicas. Bree le dice a Julie que Danielle se trasladó a la escuela que tanto le gustaba y que quería permanecer allí durante un año. Bree también asegura a Julie que ella recibirá un correo electrónico de Danielle en la mañana, lo que es una protección, puesto que Danielle está embarazada del hijo de Austin. Bree es la que envía el correo electrónico a Julie. Días después, Julie es la única invitada a la boda de Susan y Mike, quienes se casan en un bosque.

## Temporada 4
En el estreno de la cuarta temporada Julie se reúne con su antigua mejor amiga de la infancia, Dylan Mayfair cuando ella y su familia vuelven a Wisteria Lane después de doce años de estar ausentes. Sin embargo Dylan no recuerda a Julie ni que habían vivido juntas en el vecindario y Julie le pregunta acerca de sus recuerdos, ella le dice que sueña con estar en una sala cuando era una niña pequeña y un hombre intenta apoderarse de ella. Julie le pregunta si ella ha considerado hablar con alguien sobre ello, como un consejero por ejemplo. Sin embargo, Dylan le cuenta lo que una niñera le había dicho una vez, pero Katherine Mayfair, su madre, se enfadó y despidió a la niñera. A la mañana siguiente, Julie le comenta a Susan que Dylan no es la misma niña que fue años atrás cuando eran amigas. 
En el episodio "The Game" Julie y Dylan se quedan solas en la casa de esta última. Julie pregunta a Dylan si Katherine le dijo más acerca de su padre. Dylan le dice a Julia que hay cosas de su infancia en una antigua habitación de la casa, pero está bloqueada. Julie pronto abre la puerta y ambas buscan por cosas de Dylan, pero Katherine regresa a casa y le dice a Julie que vuelva a su casa, mientras lo hace, Dylan le reclama a su madre Katherine y esta prohíbe que vuelva a juntarse con Julie. 
Cuando Julie comenzó a salir con un dudoso muchacho, Susan trató de arreglarle una cita con un joven que había aparecido en la casa en busca de Mike. Sin embargo, Susan rápidamente rompió la relación cuando se encontró que dicho joven, fue distribuidor de la droga que consumía Mike.
En el final de temporada (Free) Julie es aceptada en la Universidad de Princeton, a lo cual Susan se niega, pero al final la deja volar. Por esto, Julie es removida de la serie.

## Temporada 5
Julie regresa en el episodio City on Fire, para presentar a su novio de 40 años, quien le propone matrimonio, sin embargo ella se niega, y regresa a Princeton.

## Temporada 6
Vuelve a tener una participación más activa en la serie. Una noche fue estrangulada mientras tiraba la basura, y se quedó un tiempo en coma. Esto sucede poco después de que la vieran discutir con Danny Bolen, quien es el hijo de la nueva familia que llega a Wisteria Lane, porque no quería tener una relación con él. Es por ello el principal sospechoso, pero queda libre de sospecha cuando aparece en un vídeo de seguridad lejos del lugar del ataque. Más adelante se descubre que Julie rechazó a Danny porque tuvo una aventura con su padre.
Después de la trágica muerte de su propio padre Karl Mayer decide ausentarse con el dinero de la herencia mientras encuentran al culpable que la atacó.

## Temporada 7
Tiene una aparición especial en solo un episodio.